# مای‌کارگو ایرلاینز
مای‌کارگو ایرلاینز (به انگلیسی: MyCargo Airlines) یک شرکت هواپیمایی با کد یاتا 9T است که در تاریخ ۲۰۰۵ میلادی تأسیس شده‌است. 
دفتر مرکزی مای‌کارگو ایرلاینز در استانبول، ترکیه واقع شده‌است و قطب این شرکت هواپیمایی در فرودگاه بین‌المللی صبیحه گوکچن قرار دارد. 